# Saint-Vincent-la-Châtre
Saint-Vincent-la-Châtre è un comune francese di 620 abitanti situato nel dipartimento delle Deux-Sèvres nella regione della Nuova Aquitania.

## Società

### Evoluzione demografica
Abitanti censiti